# USS Enterprise (NCC-1701)
A USS Enterprise (NCC-1701) é uma nave estelar ficcional da franquia de entretenimento Star Trek. A série original de Star Trek, em sua abertura, define sua missão em uma narração de William Shatner, como: "Espaço. A fronteira final. Essas são as viagens da nave estelar Enterprise em sua missão de cinco anos para explorar novos mundos, pesquisar novas formas de vida e novas civilizações. Audaciosamente indo onde nenhum homem jamais esteve."
Sob o comando do Capitão James T. Kirk, o desenho da nave formou a base de uma das imagens mais icônicas da ficção científica. Uma versão reformada apareceu nos primeiros três filmes da franquia. O filme de 2009, Star Trek, que se passa em uma "realidade alternativa", inclui uma versão redesenhada e mais moderna da Enterprise.
Star Trek: Enterprise é uma série no mesmo universo ficcional lançada em 2001 e que se passa em 2151. Sendo assim esta Enterprise passa a ser a primeira a usar o nome, mudando todas as referências das séries anteriores.  

## Origens e desenho

### Série de televisão
O diretor de arte de Star Trek, Matt Jefferies, desenhou a Enterprise original, que nos primeiros rascunhos do criador Gene Roddenberry era chamada de SS Yorktown. O número de registro da nave, "NCC-1701", se originou de "NC", um dos registros internacionais para aeronaves designadas para os Estados Unidos; o segundo "C" foi adicionado para diferenciação (NCC significa na codificação da Frota Estelar como Naval Construction Contract em inglês). O "1701" foi escolhido para evitar qualquer ambiguidade (de acordo com Jefferies, os números 3, 6, 8 e 9 são "facilmente confundidos"). Os esboços de Jefferies dão a explicação que ele foi o 17º desenho de cruzador com o primeiro número da série: 1701.
A primeira miniatura construída para o piloto, "The Cage", em 1965, tinha aproximadamente 91.4 cm de comprimento. Ela foi modificada no decorrer da série para corresponder às mudanças e finalmente fizeram a miniatura maior, aparecendo no episódio da terceira temporada "Requiem for Mathuselah". A segunda miniatura construída para o piloto tinha 3.4 m de comprimento e foi construída por uma pequena equipe de fabricantes de modelos, Volmer Jensen, Mel Keys e Vernon Sion, supervisionados por Richard Datin, trabalhando na loja de Jensen em Burbank, Califórnia. Ela foi inicialmente filmada pela Howard A. Anderson and Linwood G. Dunn at Dunn's Film Effects of Hollywood, que também re-filmaram modelos mais elaborados da nave, gerando uma variedade de imagens que poderiam ser utilizadas nos episódios.
Inicialmente, o modelo era estático e não possui eletrônicos. Para o segundo piloto, "Where No Man Has Gone Before", vários detalhes foram alterados, e as janelas do lado estibordo foram iluminadas. Quando a série foi colocada em produção, o modelo foi alterado novamente. Essas alterações incluíam domos translúcidos e luzes piscantes no começo das naceles, domos menores no final delas, um domo da ponte menor e uma antena defletora menor. Com a exceção de algumas imagens reusadas dos pilotos originais, esse foi a aparência da nave por toda a duração da série. O modelo de 3 m está atualmente em exibição no Museu do Ar e Espaço do Instituto Smithsoniano em Washington, D.C.
Greg Jein criou um modelo da Enterprise original para o episódio "Trials and Tribble-ations" de Star Trek: Deep Space Nine em 1996. O modelo de Jein foi construído para ter exatamente a metade do tamanho do modelo original de 3 m. Além disso, um modelo de computação gráfica faz uma rápida aparição no último episódio de Star Trek: Enterprise, "These Are the Voyages...", em 2005. Outra versão em computação gráfica foi criada para os episódios remasterizados do Star Trek original, baseado no modelo do Smithsoniano.

### Reforma
A Enterprise "reformada" que aparece nos três primeiros filmes de Star Trek foi desenhada por Mike Minor, Joe Jennings, Andrew Probert, Douglas Trumbull e Harold Michelson, todos se baseando nos desenhos conceituais feitos por Jefferies para a nunca filmada série Star Trek: Phase II. O modelo de 2.44 m foi mais tarde reusado para a USS Enterprise-A para os filmes seguintes. A Foundation Imaging criou um modelo em computação gráfica para o lançamento "Edição do Diretor" de Star Trek: The Motion Picture para adicionar imagens projetadas, mas nunca filmadas pelo diretor Robert Wise.

### Reinício
A Enterprise foi novamente redesenhada para o filme Star Trek, que reinicia a franquia. O diretor J. J. Abrams queria que a Enterprise tivesse uma aparência "hot rod" enquanto mantinha a forma original, mesmo assim ele deu a Industrial Light & Magic uma "tremenda" liberdade ao criar a nave. Os desenhos iniciais do artista conceitual Ryan Church foram refinados e desenvolvidos em modelos fotorrealísticos pela equipe de Alex Jaeger na ILM. Roger Guyett, da ILM, lembra que a Enterprise original da série era "muito estática", e adicionou componentes móveis ao modelo final. A ILM manteve formas geométricas sutis e padrões para aludir a Enterprise da série. A pintura digital do modelo de computador recria o uso da "pintura de interferência", que contém pequenas partículas de mica para alterar a cor aparente, usada nos primeiros cinco filmes da franquia.

## Representação
Construída entre 2243 e 2245, a Frota Estelar comissionou a USS Enterprise em 2245. Em Star Trek, a placa de dedicação da nave a lista como "Classe Nave Estelar"; mais tarde, o Universo Expandido e diálogos em episódios estabelecem a nave como classe-Constitution.
Star Trek: The Animated Series e os livros de Diane Carey afirmam que Robert April foi o primeiro Oficial Comandante da Enterprise. O Capitão Christopher Pike comandou a nave por uma década, e Pike é o Oficial Comandante em "The Cage". Por toda a série Star Trek, James T. Kirk comanda a nave em uma missão de exploração de cinco anos de duração. A nave passa por 18 meses de reforma supervisionada pelo novo Oficial Comandante Willard Decker antes dos eventos de Star Trek: The Motion Picture. Decker descreve a nave reformada para o Almirante Kirk, que assume o comando, como "uma Enterprise quase totalmente nova". Os livros de Star Trek contam uma outra missão exploratória comandada por Kirk entre o primeiro e segundo filmes.
Spock comanda a Enterprise, servindo como nave de treino para cadetes, no começo de Star Trek II: The Wrath of Khan, porém Kirk novamente assume o comando quando a nave vai investigar os problemas do Projeto Gênesis. A USS Reliant, sequestrada por Khan Noonien Singh, inflige danos substanciais à Enterprise; Spock se sacrifica para salvar a nave. Pouco tempo depois de retornar a Doca Espacial no começo de Star Trek III: The Search for Spock, a nave é marcada para descomissão. Kirk lidera seus oficiais para roubar a nave e tentar restaurar a vida de Spock. Ao chegar ao Planeta Gênesis, Kirk é forçado a autodestruir a Enterprise para virar as chances a seu favor contra os klingons.

### Realidade alternativa

A USS Enterprise no filme Star Trek.

No filme Star Trek, em 2255 a Enterprise ainda está em construção. O Capitão Christopher Pike comanda a nave em sua viagem inaugural, em 2258, para responder a um chamado de socorro vindo de Vulcano. O romulano Nero captura Pike, com Spock ficando no comando. James T. Kirk faz Spock admitir que ele está emocionalmente comprometido pela destruição de seu planeta natal para passar o comando da Enterprise a ele. Kirk e Spock resgatam Pike e impedem que Nero destrua a Terra. Depois de tudo, Pike é promovido a Almirante e Kirk a Capitão, recebendo o comando da Enterprise com Spock sendo seu primeiro oficial.